# Đinh Đắc Tôn
Đinh Đắc Tôn (chữ Hán:丁得孫) là một nhân vật trong tiểu thuyết Thủy hử, một trong 72 địa sát tinh. Đinh Đắc Tôn cùng với Cung Vượng là phó tướng của Trương Thanh. Mặt và cổ ông có nhiều vết sẹo qua đánh trận nên có ngoại hiệu là Trúng tiễn hổ (Hổ trúng tên). Đinh Đắc Tôn chuyên dùng phi xoa (đinh ba ngắn - 飛叉). Võ nghệ của Đinh Đắc Tôn ngang với Cung Vượng.

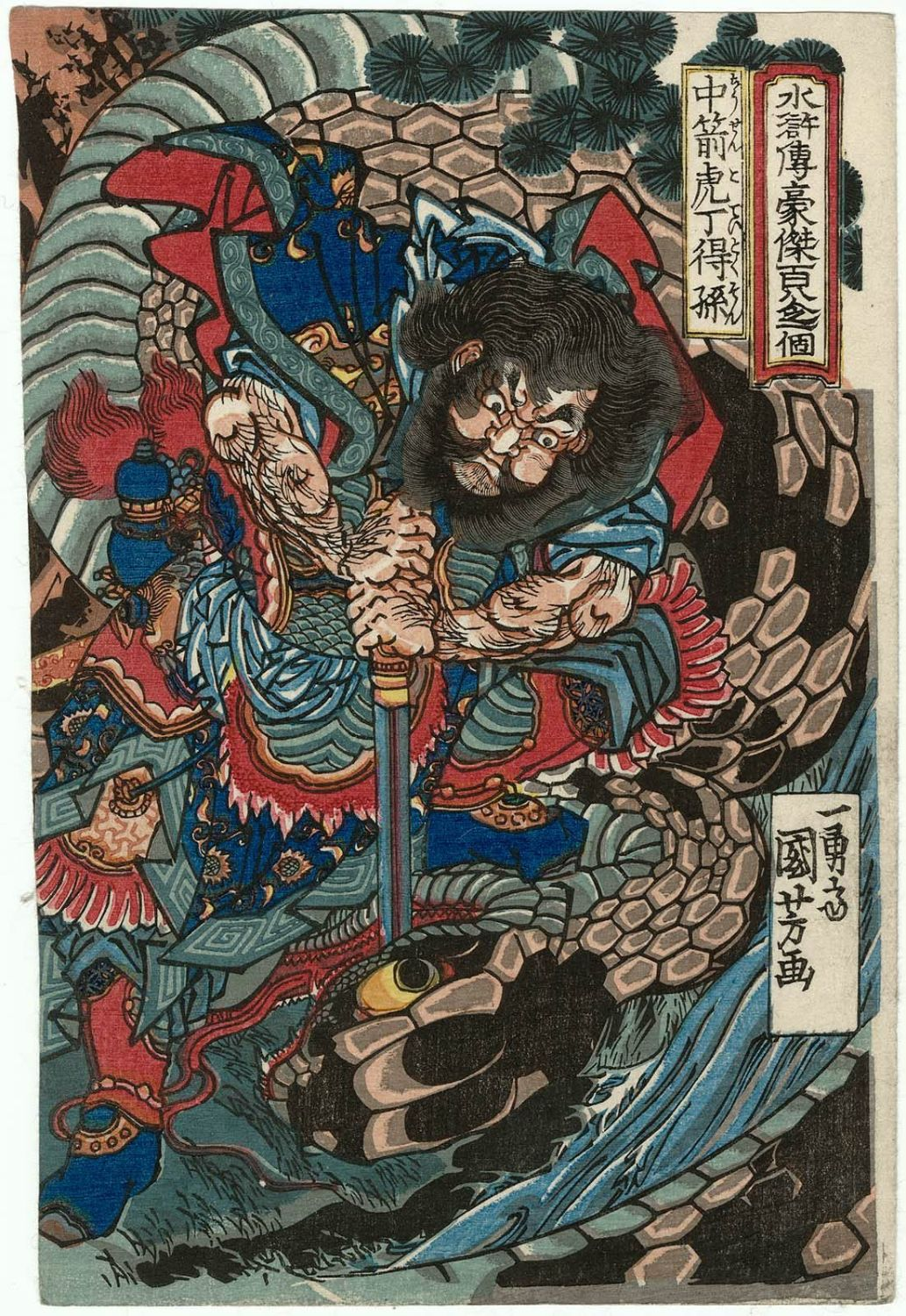
Đinh Đắc Tôn

Khi quân Lương Sơn do Lư Tuấn Nghĩa dẫn đầu tấn công phủ Đông Xương, bị Trương Thanh ném đá đánh bại. Sau đó Tống Giang dẫn quân tiếp viện cũng không thắng nối Trương Thanh. Trương Thanh đánh bại khoảng hơn mười đầu lĩnh Lương Sơn. Do đó quân Lương Sơn bắt các phó tướng của Trương Thanh trước. Đinh Đắc Tôn khi giao chiến với Lã Phương và Quách Thịnh đã bị Yến Thanh bắn một mũi tên trúng ngựa, hất Đinh ngã xuống đất. Đinh bị bắt sống. Cuối cùng, Trương Thanh cũng bị quân Lương Sơn lập mưu bắt được, đồng ý cùng Cung Vượng và Đinh Đắc Tôn gia nhập Lương Sơn Bạc.

## Chiêu an và tử trận
Đinh Đắc Tôn trở thành một trong những đầu lĩnh bộ quân ở Lương Sơn Bạc. Sau khi nhận chiếu chiêu an của triều đình, Đinh cùng Tống Công Minh và anh em Lương Sơn Bạc tham gia vào các chiến dịch bình Liêu và dẹp quân nổi dậy ở miền Nam. Trong chiến dịch đánh Phương Lạp, Đinh Đắc Tôn theo Lư Tuấn Nghĩa tấn công Hấp Châu, nhưng thua trận và phải rút lui. Quân sư Chu Vũ bày kế mai phục bên ngoài trại, chờ quân Phương Lạp đến cướp trại vào ban đêm sẽ phản kích lại. Quả nhiên quân Phương Lạp trúng mai phục, các hảo hán Lương Sơn thắng to. Tuy nhiên trong khi mai phục, Đinh Đắc Tôn bị rắn độc cắn và chết vì trúng độc.

## TrongĐãng Khấu chí
Tại hồi 34, Cung Vượng và Đinh Đắc Tôn được lệnh trấn thủ huyện Mông Âm, tướng trại Viên Tý là Trần Lệ Khanh dẫn quân đến cứu Triệu Thôn đã chủ động tấn công huyện Mông Âm trước. Cung Đinh hai hổ muốn bắt Lệ Khanh để lập công bèn mở cửa thành ra đánh. Nào ngờ đâu, Lệ Khanh võ công cao cường, một đòn thương trúng ngay yết hầu Cung Vượng, ngã lăn xuống đất. Đinh Đắc Tôn rất giận, phóng phi thoa nhưng Lệ Khanh tránh được, thúc ngựa đuổi đánh. Đinh Đắc Tôn tay không, vội rút đoản đao chống đỡ, bị Lệ Khanh dùng trường thương đâm trúng mạn sườn mà chết. Thế là trong khoảng khắc, nữ tướng Lệ Khanh đã diệt gọn hai hổ.